# Xian de Linwu
Le xian de Linwu (临武县 ; pinyin : Línwǔ Xiàn) est un district administratif de la province du Hunan en Chine. Il est placé sous la juridiction de la ville-préfecture de Chenzhou.

## Démographie
La population du district était de 310 502 habitants en 1999.

## Événement
- Le 17 juillet 2013, La police enquête sur la mort d'un vendeur de pastèque Deng Zhengjia dans la ville de Linwu en Chine, disent les médias d'Etat, qui aurait été battu à mort par les agents "chengguan"[3].